# Banahalli, Malur
Banahalli là một làng thuộc tehsil Malur, huyện Kolar, bang Karnataka, Ấn Độ.